# Великая Новосёлка
Вели́кая Новосёлка (укр. Велика Новосілка; ранее Большой Янисо́ль) — посёлок городского типа в Волновахском районе Донецкой области Украины. Административный центр Великоновосёлковской поселковой общины.
Практически полностью разрушена обстрелами в ходе вторжения России на Украину. К декабрю 2024 года из довоенного населения в посёлке остались около 5 % жителей.

## Этимология
Название Салгир Янисала (иначе Большой Янисоль) в переводе с урумского языка означает «новое село». Вероятно, село было названо переселенцами в память оставленного ими в Крыму села Яни-Сала.

## География
Расположен в устье реки Кашлагач (правого притока реки Мокрые Ялы).

## История
Основан в 1779 году переселёнными из Крыма греками-румеями и греками-урумами при соединении двух крымских сёл: Большой Янисоль (или просто Янисоль, согласно ведомости) и Салгир-Енисал. Ф. Браун считает, что основателями этого села были и жители села Аян и Озенбаш. Причем янисольцы говорили по-гречески, а остальные — по-татарски. Хотя деревни Озенбаш также нет в ведомости Суворова, долгое время часть нового Большого Янисоля именовалась Озенбаш. Поселенцы получили на каждую ревизскую душу по 30 десятин земли, были освобождены на 10 лет от всех повинностей, а от рекрутской — на 100 лет.
Большая часть жителей села, говоривших на греческом языке, являлись выходцами из деревни Салгир-Енисал. Другая часть жителей, говоривших на татарском языке, являлись выходцами из деревни Большая Ени-сала. Этим объясняется и современное языковое различие жителей Великой Новосёлки. Впоследствии одни, которые жили в южной части села, стали называться греко-эллинами, другие, которые жили в северной части села, стали называться греко-татарами. Условной границей между жителями двух языковых групп был Банковский переулок (пр. Ю. Гагарина). Село Большой Янисоль входило в состав Мариупольского уезда Екатеринославской губернии. Первые жители села поселились вдоль реки Мокрые Ялы и образовали селение, которое тянулось от её протока Шайтанки до лимана Арым на севере. В селе образовалось три улицы, или, как они тогда назывались, — кварталы.
Поселенцы занимались в основном скотоводством, торговлей, шелководством и земледелием. Землепользование было общинным. Участки земли, обрабатываемые крестьянами, перераспределялись через 10—12 лет.
Впоследствии здесь стали развиваться ремесла и промыслы. Жители села делали кирпич и черепицу («татарку»), изготавливали всевозможные глиняные изделия — миски, полумиски, кувшины,— а также орудия труда (лемехи, косы, вилы, грабли и т. д.). Тут же, в селе, выделывали кожу, которая шла на изготовление кожухов, обуви (постолов). На кустарных ткацких станках ткали льняное полотно, ковры, дорожки. С большим мастерством вязали различные изделия из шерсти. Согласно указу 1866 года жители Большого Янисоля, составлявшие одну из категорий государственных крестьян, начали выкупать землю.
К концу XIX века в селе появились промышленные предприятия и торговые заведения, принадлежавшие зажиточным крестьянам и купцам. Действовали 2 кирпично-черепичных завода, 4 кузницы, 17 ветряных мельниц и одна водяная. Торговали пять лавок, кабак, трактир. С 1878 года дважды в год — осенью и весной — здесь собирались ярмарки
Из 378 детей школьного возраста в 1886 году училось 182. К 1913 году в селе работали три начальные школы, в которых было более 400 учащихся.
В 1930-х годах в школах изучался греко-эллинский язык.
В 1939/40 учебном году в двух средних школах обучалось 800 детей.
- 1792 — построена Георгиевская церковь.
- 1817 — в селе насчитывается 211 дворов и 1181 житель (613 мужчин и 568 женщин).
- 1872 — открывается земское одноклассное училище.
- 1872, 23 марта — поселянин Харлампий Малтабар утвержден старостой Георгиевской церкви греческого селения Большой Янисоли на третье трехлетие.
- 1885 — в селе насчитывается 395 дворов и проживало 2348 человек.
- 1890 — в сёлах Большая Янисоль и Бешево построены церкви.
- 1918 — в январе установлена Советская власть, в апреле село оккупировано австро-германскими войсками, в ноябре повстанцы изгнали из села австро-германских оккупантов, а в декабре отстояли его от белоказаков.
- 1919 — 12 июня село захвачено войсками Деникина.
- 1920 — в селе насчитывается 731 двор, население составляет 5238 человек.
- 1923 — село становится районным центром.
- 1929 — открываются больница и поликлиника.
- 1930 — в селе создан зернотехникум, начал работать радиоузел.
- 1931 — стала выходить районная газета «Ленінський шлях» на греко-эллинском и греко-татарском языках.
- 1933 — в сёлах Большая Янисоль и Старая Карань работают техникумы. Районная газета «Ленінський шлях» выходит на 4-х языках: на греко-эллинском, греко-татарском, русском и украинском. Тираж газеты составляет 800 экземпляров, а в 1941 году — 2000, к 1975 году — 9676.
- 1934 — зернотехникум реорганизовн в райколхозшколу областного значения. Ежегодно школа выпускала более 150 специалистов: механизаторов, животноводов, пчеловодов и счетоводов.
- 1936 — в райколхозшколе проходят переподготовку члены тракторной бригады П. Н. Ангелиной из Старобешевской МТС.
- 1941 — 10 октября село оккупировано немецкими войсками.
- 1943 — 12—13 сентября село освобождено советскими войсками (войска 40-й гвардейской стрелковой дивизии 5-й армии).
- 1946 — село переименовано в Великую Новосёлку[2].
- 1961 — создан на общественных началах краеведческий музей.
- 1963 — газета «Ленінський шлях» переименована в «Путь к коммунизму».
- 1964 — открыта детская районная музыкальная школа, где в 1974/75 учебном году обучалось 187 человек, работало 17 преподавателей.
- 1965 — село становится посёлком городского типа.
- 1968 — краеведческому музею присвоено звание народного.
- 1969 — открыт универмаг «Белый лебедёнок».
- 1979 — в посёлке проходит урумский фольклорный фестиваль «Тирныхор» (Новое село), под руководством Н. А. Хорош.
- 1983 — открыт культурно-оздоровительный комплекс, крупнейший в сельской местности Донецкой области (зрительный зал на 440 мест, спортивный зал, ЗАГС, библиотека на 80000 книг, залы борьбы, атлетики и гимнастики).
- 1989 — в посёлке проходит второй фестиваль греков Приазовья «Мега Юрты».
- 1991 — построено новое здание Великоновоселковской СШ № 1 на 1030 мест (с 2003 г. — гимназия)
- 1993 — в посёлке проходит пятый фестиваль греков Приазовья «Мега Юрты».

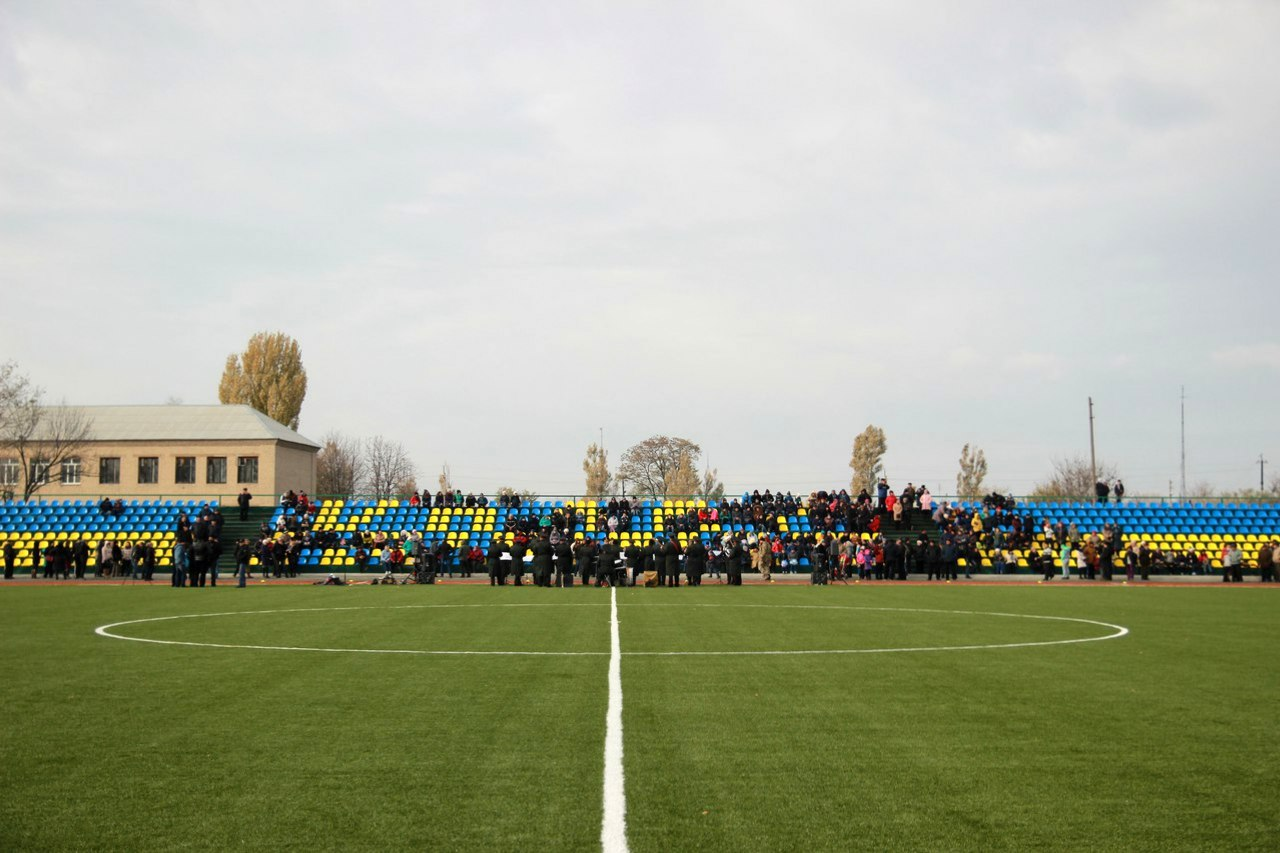
Городской стадион «Колос» в 2016 году

### Российско-украинская война
В 2014 году в ходе войны в Донбассе посёлок остался под контролем Украины. В 2017 году СБУ Украины задержала бывшего депутата, который организовывал в Великой Новоселке митинги в поддержку «ДНР» и так называемый референдум за отделение от Украины.
30 марта 2022 года в ходе вторжения России в Украину российские войска вели бои на подступах к Великой Новосёлке с 53-й механизированной бригадой ВСУ.
В 2023 году в ходе контрнаступления Украины российские войска были отброшены от окраин посёлка.
По информации Центра оборонных стратегий (Украина), во время контрнаступления 2023 года Великая Новосёлка была важным центром логистики для ВСУ.
В середине ноября 2024 года начались бои за посёлок.
26 января 2025 года некоторые российские источники, включая Министерство обороны, заявили о полном захвате поселка, другие - о захвате его большей части.
В конце января 2025 года Великая Новосёлка была занята Вооружёнными силами РФ. 
1 февраля 2025 года Генеральный штаб Украины на опубликованной им карте указал Великую Новосёлку под контролем ВС РФ.

## Население
Количество на начало года.
| Год  | Количество жителей |
| ---- | ------------------ |
| 1817 | 1181               |
| 1859 | 1670               |
| 1885 | 2208               |
| 1897 | 3492               |
| 1908 | 4497               |
| 1914 | 4712               |
| 1920 | 5238               |
| 1933 | 4175               |
| 1939 | 4824               |
| 1959 | 5074               |
| 1970 | 6637               |
| 1975 | 6900               |
| 1979 | 7399               |
| 1987 | 7800               |
| 1989 | 8222               |
| 1992 | 8300               |
| 1998 | 7700               |
| 2002 | 7493               |
| 2003 | 7337               |
| 2004 | 7160               |
| 2005 | 7003               |
| 2006 | 6871               |
| 2007 | 6756               |
| 2008 | 6599               |
| 2009 | 6473               |
| 2010 | 6378               |
| 2011 | 6265               |
| 2012 | 6194               |
| 2013 | 6098               |
| 2014 | 5992               |
| 2015 | 5956               |
| 2019 | 5570               |

## Достопримечательности
- На автовокзале установлены несколько половецких (кыпчакских) баб
- Краеведческий музей

## Экономика
Пищевая промышленность (масложировая и другие). Выращивание зерновых, подсолнечника, овощеводство, животноводство (в том числе крупный рогатый скот, свиноводство, птицеводство).

## Известные уроженцы
- Тахтамышев, Владимир Феофанович — повстанческий атаман, командир РПАУ и РККА.
- Степаненко, Тарас Николаевич — украинский футболист, полузащитник клуба «Шахтёр» (Донецк).
- Шапаренко, Николай Владимирович — украинский футболист, полузащитник киевского «Динамо».